# Mels
Mels es una comuna suiza del cantón de San Galo, ubicada en el distrito de Sarganserland. Limita al norte con las comunas de Flums y Wartau, al este con Sargans, Fläsch (GR), Vilters-Wangs y Bad Ragaz, al sur con Pfäfers, y al occidente con Glaris Sur (GL).

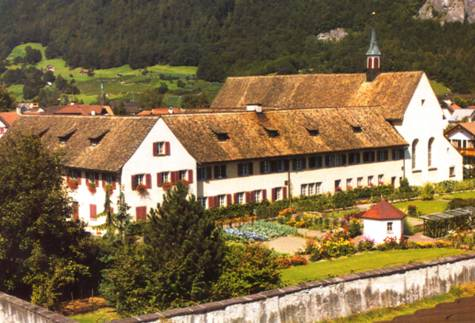
Convento de Mels.

## Transportes
Ferrocarril
Cuenta con una estación ferroviaria en la que efectúan parada trenes regionales.